# Leptochloa virgata
Espèce
Leptochloa virgata est une espèce de plantes monocotylédones de la famille des Poaceae, originaire des régions tropicales d'Amérique.
C'est une plante herbacée vivace, au port dressé, pouvant atteindre environ 1 à 2 m de haut.
Cette plante, à l'instar d'autres espèces du même genre, est une mauvaise herbe des cultures, notamment dans les rizières.
Une population de Leptochloa virgata a été signalée en 2010, au Mexique, comme résistante au glyphosate, herbicide du groupe G/9 (inhibiteurs de l'EPSP synthase).

## Description
Leptochloa virgata est une plante herbacée vivace, aux chaumes dressés, parfois genouillés à la base, pouvant atteindre de 1 à 2 m de haut. Ces tiges aux entrenœuds pleins sont comprimées latéralement et ramifiées.
Les feuilles, à la gaine glabre ou scabreuse, parfois légèrement pileuse à la base, ont une ligule membraneuse, tronquée, haute de 0,3 à 1 mm, et un limbe effilé de 5 à 45 cm de long sur 4 à 10 mm de large, glabre ou légèrement pileux adaxialement (sur la face tournée vers la tige).
L'inflorescence est une panicule de 5 à 60 cm de long, avec généralement de 9 à 25 branches racémeuses (rarement subdigitées).
Les épillets, de 2,5 à 4 mm de long, imbriqués à distants, regroupent chacun de 3 à 6, voire 8, fleurs.
Les glumes inférieures, de 1,7 à 2,9 mm de long, sont lancéolées, aiguës, les glumes supérieures de 1,7 à 3,8 mm, sont lancéolées à ovales, aiguës, acuminées, rarement mucronées.
Les fruits sont des caryopses de 1 à 1,8 mm de long sur environ 0,5 mm de large, étroitement elliptiques à ovales, légèrement comprimés latéralement.
Le nombre chromosomique est égal à 2n = 40.

## Distribution
L'aire de répartition originelle de Leptochloa virgata s'étend la plupart des régions tropicales et subtropicales d'Amérique du Nord : sud de États-Unis (Texas, Floride) et Mexique (San Luis Potosi, Tamaulipas, Veracruz), d'Amérique du Sud : nord de l'Argentine, Brésil, Paraguay, Bolivie, Équateur, Pérou et d'Amérique centrale: Belize, Costa Rica, El Salvador, Guatemala, Honduras, Nicaragua, Panama, et des Antilles : Antigua-et-Barbuda, Bahamas, Cuba, Grenade, Guadeloupe, Marie-Galante, Hispaniola, Jamaïque, Martinique, Montserrat, Antilles néerlandaises, Saba, Saint-Eustache, Porto Rico, Saint-Christophe-et-Niévès, Sainte Lucie, Saint-Vincent-et-Grenadines.
L'espèce est naturalisée en Asie du Sud-est, notamment en Papouasie-Nouvelle-Guinée.

## Taxinomie

### Synonymes
Selon Catalogue of Life (29 février 2016) :
- Bromus capillaris Moench
- Chloris digitaria Kunth
- Chloris gracilis Kunth, nom. illeg.
- Chloris poiformis Kunth
- Cynodon domingensis (Jacq.) Raspail
- Cynodon virgatus (L.) Raspail, nom. illeg.
- Cynosurus domingensis Jacq.
- Cynosurus virgatus L.
- Diplachne domingensis (Jacq.) Chapm.
- Eleusine digitaria (Kunth) Willd. ex Steud.
- Eleusine domingensis (Jacq.) Pers.
- Eleusine gracilis Spreng.
- Eleusine unioloides Willd. ex Steud., nom. inval.
- Eleusine virgata (L.) Pers.
- Festuca domingensis (Jacq.) Lam.
- Festuca virgata (L.) Lam.
- Leptochloa chinensis var. aristata Buse
- Leptochloa digitaria (Kunth) Nees
- Leptochloa domingensis (Jacq.) Trin.
- Leptochloa gracilis (G.Mey.) Nees
- Leptochloa mutica Steud.
- Leptochloa perennis Hack.
- Leptochloa procera Nees
- Leptochloa procera var. major Brongn.
- Leptochloa procera var. minor Brongn.
- Leptochloa villosa Ekman
- Leptochloa virgata var. aristata E.Fourn.
- Leptochloa virgata var. domingensis (Jacq.) Griseb.
- Leptochloa virgata var. gracilis (G.Mey.) Griseb.
- Leptochloa virgata var. intermedia E.Fourn.
- Leptochloa virgata var. mutica (Steud.) Döll
- Leptochloa virgata f. nana Lindm.
- Leptochloa virgata var. puberula Hack.
- Leptostachys digitaria (Kunth) G.Mey.
- Leptostachys domingensis (Jacq.) G.Mey.
- Leptostachys gracilis G.Mey.
- Leptostachys virgata (L.) G.Mey.
- Oxydenia virgata Nutt. ex B.D.Jacks., pro syn.
- Poa dactyloides Aubl., nom. superfl.
- Rabdochloa domingensis (Jacq.) P.Beauv.

### Liste des variétés
Selon Tropicos (29 février 2016) (Attention liste brute contenant possiblement des synonymes) :
- variété Leptochloa virgata var. aristata E. Fourn.
- variété Leptochloa virgata var. domingensis (Jacq.) Link ex Griseb.
- variété Leptochloa virgata var. gracilis (Nees) Link
- variété Leptochloa virgata var. intermedia E. Fourn.
- variété Leptochloa virgata var. mutica (Steud.) Döll
- variété Leptochloa virgata var. puberula Hack.
- variété Leptochloa virgata var. virgata